# Trifolium acutiflorum
Trifolium acutiflorum är en ärtväxtart som beskrevs av Svante Samuel Murbeck. Trifolium acutiflorum ingår i släktet klövrar, och familjen ärtväxter. Inga underarter finns listade i Catalogue of Life.